# Thera firmata
Thera firmata là một loài bướm đêm thuộc họ Geometridae. Nó được tìm thấy ở khắp châu Âu, Anatolia và countries bordering dãy núi Kavkaz.
Chiều dài cánh trước là 13–16 mm. Con trưởng thành bay làm hai đợt từ tháng 8 đến giữa tháng 10 .
Ấu trùng ăn pine.

## Hình ảnh

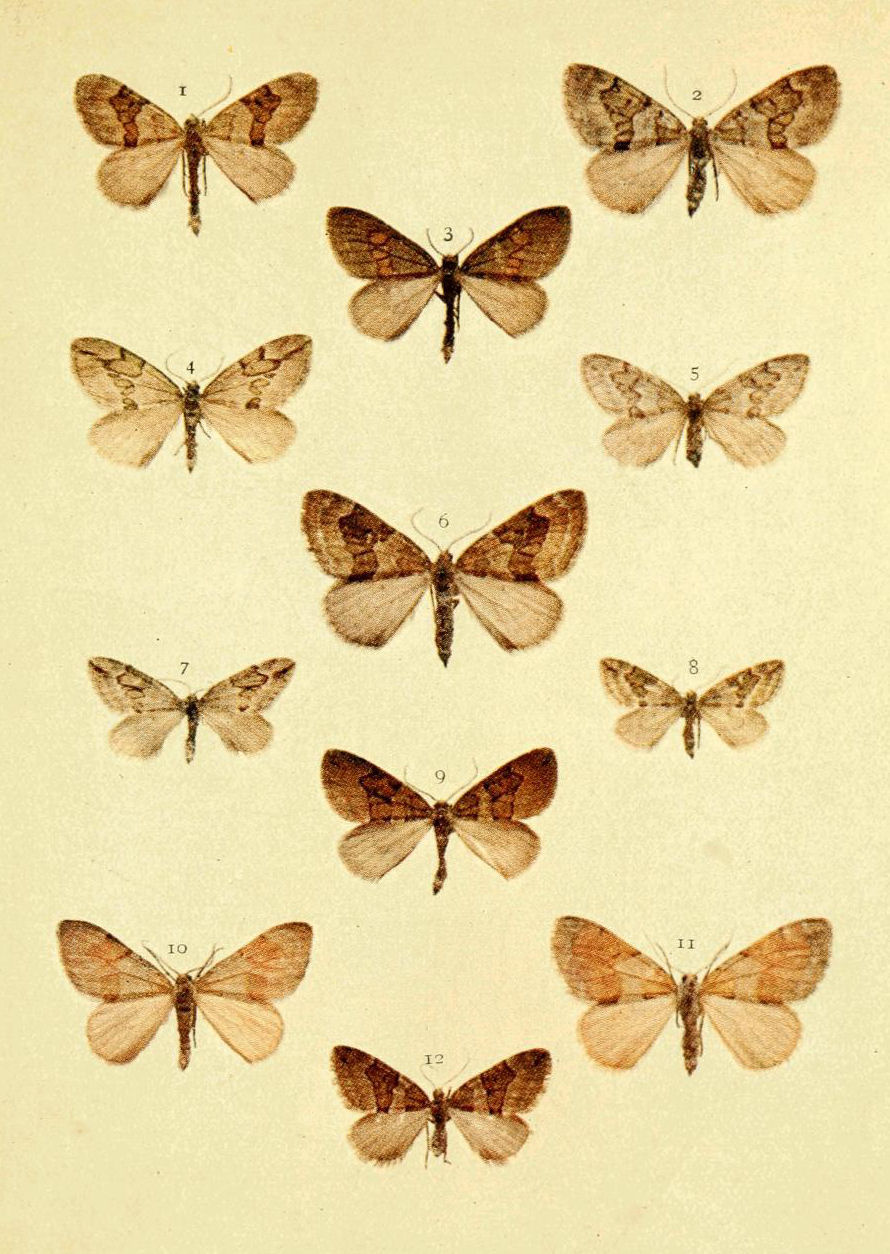
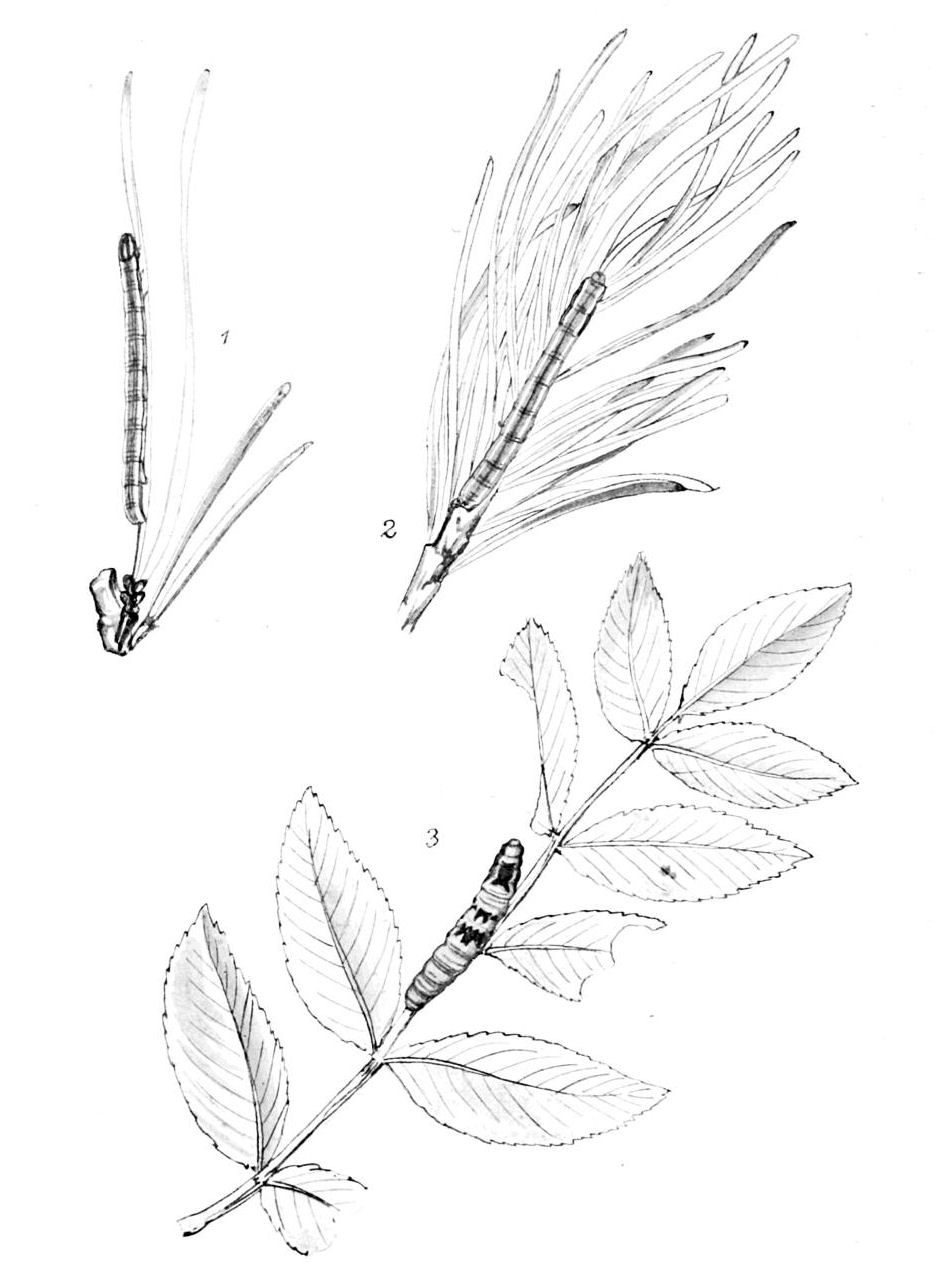